# Vicente Guerrero, Michoacán de Ocampo
Vicente Guerrero är en ort i Mexiko.   Den ligger i kommunen Buenavista och delstaten Michoacán de Ocampo, i den södra delen av landet, 400 km väster om huvudstaden Mexico City. Vicente Guerrero ligger 248 meter över havet och antalet invånare är 877.
Terrängen runt Vicente Guerrero är platt österut, men västerut är den kuperad. Runt Vicente Guerrero är det ganska tätbefolkat, med 72 invånare per kvadratkilometer. Närmaste större samhälle är Apatzingán, 19,5 km öster om Vicente Guerrero. Omgivningarna runt Vicente Guerrero är en mosaik av jordbruksmark och naturlig växtlighet.